# Rövid nappalos növény
A rövid nappalos növények olyan növények, melyek a nyár hosszú nappalai helyett tipikusan ősszel virágoznak. A virágok kifejlődéséhez egy adott óraszámnál (ez általában 12) több órányi sötétségre van szükségük 24 órás periódusonként. A fitokróm rendszert használják a nappali megvilágítás, azaz a fotoperiódus hosszának észleléséhez.
Ha a napi fotoperiódus hosszabb, a rövid nappalos növények virágképződése gátolt, vagy teljesen szünetel. A túl rövid napi megvilágítás is gátló hatású.
A Magyarországon termesztett növények közül a déli származású, tehát a tenyészidő alatti hosszú éjszakájú területekről származó növényfajok tartoznak ide.
Példa rövid nappalos növényekre:
Kizárólagosan rövid nappalos: 
- krizantém
- kávécserje,
- Poinsettia
- szamóca
- dohány var. Maryland Mammouth
- apró békalencse (Lemna minor)
- szerbtövis (Xanthium sp.)
- kukorica – csak a trópusi változatok; a mérsékelt égöviek közömbös növények

Csak a virágmennyiségben jelentkezően rövid nappalos: 
- kender (Cannabis sp.)
- gyapot (Gossypium sp.)
- rizs
- cukornád

## Fordítás
- Ez a szócikk részben vagy egészben a Short day plant című angol Wikipédia-szócikk ezen változatának fordításán alapul.  Az eredeti cikk szerkesztőit annak laptörténete sorolja fel. Ez a jelzés csupán a megfogalmazás eredetét és a szerzői jogokat jelzi, nem szolgál a cikkben szereplő információk forrásmegjelöléseként.